# Неман-52012
Неман-52012 — пригородный автобус, выпускавшийся заводом «Неман» (город Лида, Беларусь).

## История
Создан на базе ЛиАЗ-5256, лицензию на производство которого завод получил в середине 1990-х годов. В 2013 был проведён рестайлинг: автобус получил новое оформление передней и задней части, новые наружные зеркала, новую панель приборов и вклеенные боковые окна. Выпуск модели был завершён в 2018 году.

## Характеристика
Хотя при разработке автобуса за основу был взят ЛиАЗ-5256, в Неман-52012 реализовано более 40 оригинальных конструкторских решений, повысивших надёжность и эксплуатационные качества машины. При производстве автобуса широко используются узлы и агрегаты белорусского производства, например передний и задний мосты, карданный вал, амортизаторы, тормоза, рулевое управление, пневмосистема и др. Кузов автобуса цельнометаллический, вагонного типа, несущий, выполнен из оцинкованного листа. Передняя и задняя панели кузова изготовлены из стеклопластика.
В салоне автобуса установлено четыре ряда сидений (сдвоенные сиденья вдоль обоих бортов), вдоль заднего борта установлено сиденье на всю ширину салона. Общее число мест — 86. Число мест для сидения — 45.
Двигатель у Неман-52012 расположен в заднем свесе. На автобусах ранних выпусков устанавливался восьмицилиндровый V-образный дизельный двигатель КамАЗ. Его объём составлял 10,85 литров, максимальная мощность — 237 л.с. (176 кВт), максимальный крутящий момент — 833 Н/м. Однако такой двигатель является крайне ненадёжным и сложным в обслуживании, поэтому в дальнейшем на автобус устанавливался шестицилиндровый V-образный дизельный двигатель ЯМЗ-236НЕ2. Также на автобус могли устанавливаться двигатели ЯМЗ-6563.10, Caterpillar 3126 и Deutz TCD 2013 L06.

## Модификации
- Неман-5201 — городской автобус (три двери, 23 сидячих места);
- Неман-520101 — пригородный автобус (три двери, 22 сидячих места);
- Неман-520122 — автобус повышенной комфортности для междугородних маршрутов, появившийся в 2006 году[2];
- Неман-520123 — дальнейшее развитие модели 520122.

Варианты оснащения двигателями и коробками передач:
- Неман-5201**-030 — двигатель ЯМЗ-236НЕ (Евро-2) и МКПП ЯМЗ-236Л1 или ЯМЗ-2361;
- Неман-5201**-033 — двигатель ЯМЗ-6563.10 (Евро-3) и МКПП ЯМЗ-236Л1 или ЯМЗ-2361;
- Неман-5201**-040 — двигатель Caterpillar 3126 (Евро-3) и МКПП ZF-6S-1200;
- Неман-5201**-045 — двигатель Caterpillar 3126 (Евро-3) и АКПП Voith D 854.3E;
- Неман-5201**-050 — двигатель Deutz TCD 2013 L06 (Евро-3) и МКПП ZF 6S 1200;
- Неман-5201**-060 — двигатель Deutz TCD 2013 L06 (Евро-4) и МКПП ZF 6S 1200;
- Неман-5201**-065 — двигатель Deutz TCD 2013 L06 (Евро-4) и АКПП Voith D 864.3E;
- Неман-5201**-250 — двигатель Deutz TCD 2013 L06 (Евро-3) и МКПП ZF 6S 1200 (рестайлинг);
- Неман-5201**-260 — двигатель Deutz TCD 2013 L06 (Евро-4) и МКПП ZF 6S 1200 (рестайлинг);
- Неман-5201**-265 — двигатель Deutz TCD 2013 L06 (Евро-4) и АКПП Voith D 864.3E (рестайлинг).

## Участие в выставках
Машина демонстрировалась на выставках «Автотехэкспо-2007» в Минске и «Брест. Содружество-2007», где получила положительную оценку.